# Richard Marcinko
Richard 'Dick' Marcinko (Lansford, Pennsylvania, 1940. november 21. – 2021. december 25.) az Amerikai Egyesült Államok egyik legismertebb katonai szakértője a különleges hadműveletek témakörében. Számos ilyen témájú könyv és regény szerzője, melyek egy része Magyarországon is megjelent.

## Élete
Marcinko 1958-ban lépett be az Amerikai Haditengerészethez. A haditengerészet egyik különleges egységének, a SEAL Team Two tagjaként majd parancsnokaként harcolt a vietnámi háborúban.
Az iráni túszdráma után a haditengerészet szükségét látta egy antiterrorista egység felállításának. Ez SEAL Team Six néven alakult meg, Marcinko parancsnokságával. Később a Tengerészeti Hadműveletek Parancsnoka megbízásából Naval Security Coordination Team OP-06D vagy röviden Red Cell néven alapított és vezetett egy új egységet, melynek feladata a haditengerészeti objektumok antiterrorista védelmének tesztelése volt.

## Művei

### Szakkönyvek
- Rogue Warrior (1992) (John Weismannal) ISBN 0-671-70390-0, önéletrajzi regény
- Tűzvonal[4] eredeti cím: Red Cell (1994) (John Weismannal) ISBN 0-671-01977-5, tényregény
- Leadership Secrets of the Rogue Warrior: A Commando's Guide to Success (1997) (John Weismannal) ISBN 0-671-54514-0
- The Rogue Warriors Strategy for Success (1998) ISBN 0-671-00994-X
- The Real Team (1999) (John Weismannal) ISBN 0-671-02465-5

### Regények
- Kommandó tízparancsolat eredeti cím: Green Team (1995) (John Weismannal) ISBN 0-671-79959-2
- A kék osztag eredeti cím: Task Force Blue (1996) (John Weismannal) ISBN 0-671-89672-5
- A SEAL nem felejt eredeti cím: Designation Gold (1997) (John Weismannal) ISBN 0-671-89674-1
- Alfa kommandó eredeti cím: Seal Force Alpha (1998) (John Weismannal) ISBN 0-671-00072-1
- Option Delta (1999) (John Weismannal) ISBN 0-671-00068-3
- Echo Platoon (2000) (John Weismannal) ISBN 0-671-00074-8
- Detachment Bravo (2001) (John Weismannal) ISBN 0-671-00071-3
- Violence of Action (2003) ISBN 0-7434-2276-7
- Vengeance (2005) (Jim DeFeliceszel) ISBN 0-7434-2247-3
- Holy Terror (2006) (Jim DeFeliceszel) ISBN 978-0-7434-2248-2